# Bart Palaszewski
Bart Palaszewski, właśc. Bartłomiej Pałaszewski (ur. 30 maja 1983 w Warszawie) – amerykański zawodnik mieszanych sztuk walki pochodzenia polskiego. Posiadacz czarnego pasa w brazylijskim jiu-jitsu.

## Życiorys
Palaszewski urodził się w Warszawie. Mieszkał w dzielnicy Bielany na osiedlu Chomiczówka. W wieku 13 lat wyemigrował razem z rodziną do Stanów Zjednoczonych. Palaszewski będąc już w USA nie był pewny, co chce robić w życiu. Szkolił się w zakresie fotografa, grafika komputerowego oraz w holdingu. Po obejrzeniu pierwszy raz w życiu gali MMA postanowił osobiście spróbować swoich sił w MMA jednak pierwsze cztery zawodowe walki przegrał.

## Kariera MMA
Zawodową karierę MMA rozpoczął w 2002 roku. Przez pierwsze cztery lata walczył na mniejszych amerykańskich galach MMA zdobywając m.in. mistrzostwo XFO wagi lekkiej. Tytuł stracił w 2005 na rzecz Claya Guidy.

### International Fight League
W latach 2006–2008 walczył dla amerykańskiej organizacji IFL będąc w drużynie Quad City Silverbacks prowadzonej przez Pata Mileticha. Stoczył w niej 12 pojedynków z czego 8 wygrał, a 4 przegrał, notując zwycięstwa nad zawodnikami UFC: Ivanem Menjivarem i Johnem Gundersonem. W 2006 wygrał dwukrotnie drużynowe mistrzostwo IFL z Quad City Silverbacks. W 2008 IFL zbankrutowało i zostało zamknięte. Jeszcze w tym samym roku związał się z czołową na świecie World Extreme Cagefighting.

### World Extreme Cagefighting
3 grudnia, 2008 roku zadebiutował na gali WEC w Las Vegas. Jego przeciwnikiem był były zawodnik UFC Alex Karalexis. Palaszewski wygrał w drugiej rundzie przez TKO. Za zwycięstwo nad Alexem Karalexisem otrzymał nagrodę za „nokaut wieczoru”. Kolejne dwa pojedynki przegrał, najpierw na WEC 39 z Ricardo Lamasem przez decyzję, następnie z Anthonym Njokuani przez TKO na WEC 40.
Po dwóch porażkach z rzędu Palaszewski stoczył jedną walkę poza WEC w organizacji XFO w której w przeszłości walczył. Palaszewski wygrał przez TKO w drugiej rundzie.
Powrócił do WEC na gali numer 45 w Las Vegas, przeciwko Anthony'emu Pettisowi z którym wygrał niejednogłośnie na punkty. Do końca roku wygrał jeszcze dwa pojedynki oraz jeden przegrał. W listopadzie 2010 poinformowano o zamknięciu WEC przez Zuffa (właściciela UFC) i przeniesieniu zawodników z ważnymi kontraktami po nowym roku do UFC - również i Palaszewskiego.

### Ultimate Fighting Championship
Palaszewski po przeniesieniu miał stoczyć swoją debiutancką walkę z Codym McKenzie na UFC 130, jednak McKenzie został wykluczony z pojedynku przez kontuzję, a na jego miejsce zestawiono Gleisona Tibau. Palaszewski ostatecznie nie wystąpił na gali 130 z powodu kontuzji, a nowym przeciwnikiem Gleisona Tibau został Rafaello Oliveira.
29 października 2011 roku stoczył przekładany debiutancki pojedynek w UFC z Tysonem Griffinem na UFC 137 w wadze piórkowej. Palaszewski wygrał przez nokaut w pierwszej rundzie oraz otrzymał bonus za „nokaut wieczoru”. 26 lutego 2012 roku na gali UFC 144 w Saitamie przegrał z Hatsu Hiokim na punkty
Po trzeciej z rzędu przegranej (z Colem Millerem) został zwolniony z UFC. W lutym 2014 zakończył karierę MMA.

## Osiągnięcia

### Mieszane sztuki walki
- 2002: MMA Nationals - 1. miejsce
- 2004-2005: Mistrz XFO w wadze lekkiej
- 2006: International Fight League - dwukrotnie drużynowe mistrzostwo z Quad City Silverbacks

## Życie prywatne
Bart oraz jego dziewczyna Jen pobrali się 15 listopada 2008 roku. Para ma córkę Natalie, która urodziła się w sierpniu 2007 roku.